# アクシデント・オブ・バース
『アクシデント・オブ・バース』（Accident of Birth）は、ブルース・ディッキンソンが1997年に発表したアルバム。ソロ名義のスタジオ・アルバムとしては4作目。

## 解説
『ボールズ・トゥ・ピカソ』にも参加したトライブ・オブ・ジプシーズのメンバーに、アイアン・メイデン時代の盟友エイドリアン・スミスを加えたラインナップで録音された。音楽評論家のStephen Thomas Erlewineは、allmusic.comにおいて「ブルース・ディッキンソンのソロ・アルバムの中でも、特にアイアン・メイデンに近いサウンドを持つ」と評している。
CMC Internationalから発売されたアメリカ盤CDのジャケットは、イギリス盤や日本盤と異なり、ジャケットに登場するピエロのキャラクターが正面を向いている。
本作からのシングル「アクシデント・オブ・バース」は、全英54位に達した。収録曲「マン・オブ・ソロウズ」は、アルバム『タトゥード・ミリオネア』（1990年）のレコーディング・セッションで録音された未発表曲を、本作のラインナップで再録したもので、ベスト・アルバム『ベスト・オブ・ブルース・ディッキンソン』（2001年）の初回限定盤ボーナス・ディスクには、本作のヴァージョンではなく初期のヴァージョンが収録された。
2005年にサンクチュアリ・ミッドラインから発売されたイギリス盤リマスターCDは、イギリス盤には未収録だった「ゴースト・オブ・ケイン」や、デモ・ヴァージョン等が収録されたボーナス・ディスク付きの2枚組仕様となっており、ジャケット・デザインも変更された。

## 収録曲
特記なき楽曲はブルース・ディッキンソンとロイ・Zの共作。
1. フリーク — Freak — 4分15秒
2. トルテック・セヴン・アライヴァル — Toltec 7 Arrival — 0分37秒
3. スターチルドレン — Starchildren — 4分16秒
4. テイキング・ザ・クイーン — Taking the Queen — 4分49秒
5. ダークサイド・オブ・アクエリアス — Darkside of Aquarius — 6分41秒
6. ロード・トゥ・ヘル — Road to Hell (Bruce Dickinson、Adrian Smith) — 3分57秒
7. マン・オブ・ソロウズ — Man of Sorrows (B. Dickinson) — 5分19秒
8. アクシデント・オブ・バース — Accident of Birth — 4分23秒
9. マジシャン — The Magician — 3分54秒
10. ウェルカム・トゥ・ザ・ピット — Welcome to the Pit (B. Dickinson、A. Smith) — 4分43秒
11. ゴースト・オブ・ケイン — The Ghost of Cain (B. Dickinson、A. Smith) — 4分13秒
  - 日本盤およびアメリカ盤のボーナス・トラック。
12. オメガ — Omega — 6分23秒
13. アーク・オブ・スペース — Arc of Space — 4分18秒

### 2005年再発盤ボーナス・ディスク
1. The Ghost of Cain — 4分12秒
2. Accident of Birth (デモ) — 4分15秒
3. Starchildren (デモ) — 5分1秒
4. Taking the Queen (デモ) — 4分30秒
5. Man of Sorrows (ラジオ版) — 3分55秒
6. Man of Sorrows (オーケストラ版) — 5分17秒
7. Hombre Triste (Man of Sorrowsのスペイン語版) — 3分53秒
8. Darkside of Aquarius (デモ) — 6分20秒
9. Arc of Space (デモ) — 4分2秒

## 参加ミュージシャン
- ブルース・ディッキンソン - ボーカル
- ロイ・Z - ギター
- エイドリアン・スミス - ギター
- エディ・カシラス - ベース
- デヴィッド・イングラム - ドラムス

ゲスト・ミュージシャン
- シルヴィア・ツァイ — ヴァイオリン (Taking the Queen、Man of Sorrows、Arc of Space)
- レベッカ・レー — チェロ (Taking the Queen、Man of Sorrows、Arc of Space)
- リチャード・ベイカー — ピアノ (Man of Sorrows)